# Americans de Tri-City
Les Americans de Tri-City sont une équipe de la Ligue de hockey de l'Ouest.
La franchise a porté les noms suivants :
- Buffaloes de Calgary - pour la saison 1966-67
- Centennials de Calgary - de 1967 à 77
- Bighorns de Billings - de 1977 à 82
- Islanders de Nanaimo- pour la saison 1982-83
- Bruins de New Westminster - de 1983 à 1988
- Americans de Tri-City - depuis 1988

## Les joueurs

### Maillots retirés
Comme le veut la coutume, certains grands joueurs des Americans ont vu leur numéro retiré :
- 33 - Olaf Kölzig
- 14 - Stu Barnes, Todd Klassen
- 8 - Brian Sakic